# Dokimeion
Dokimeion (altgriechisch Δοκίμειον, Δοκίμιον; lateinisch Docimium) war eine antike hellenistische und römische Stadt in der kleinasiatischen Region Phrygien. Ihre Ruinen befinden sich bei İscehisar (Provinz Afyonkarahisar) in der heutigen Türkei.
Aus drei erhaltenen Epigrammen geht hervor, dass die Stadt von einem Dokimos gegründet worden war, bei dem es sich aller Wahrscheinlichkeit nach um den makedonischen Feldherrn dieses Namens handelt, der gegen Ende des 4. Jahrhunderts v. Chr. als Untergebener des Antigonos Monophthalmos in Synnada geherrscht hatte, das nur wenig entfernt von Dokimeion lag. Damit ist sie eine der ältesten hellenistischen Stadtgründungen im Landesinneren Kleinasiens überhaupt. Offenbar hatte Dokimos seine Stadt als Militärsiedlung für makedonische Krieger gegründet, worauf unter anderem Münzen schließen lassen, auf deren Aufschriften die Stadt mit dem Zusatz „der Makedonier“ (ΔΟΚΙΜΕΩΝ ΜΑΚΕΔΟΝΩΝ Dokimeion Makedonon) beschrieben wird. Der Kybelekult war hier sehr ausgeprägt.
Offenbar ist Dokimeion bis in die römische Zeit hinein nicht über den Grad einer Kleinstadt hinausgewachsen, Strabon bezeichnete es als „Dorf“ (Δοκιμία κώμη Dokimia kōme), allerdings war es ihm auch wegen seiner nah gelegenen Steinbrüche des synnadischen Marmors bekannt. Die Stadt existierte noch in spätantiker Zeit (Δοκίμιον Dokimion) und war Sitz eines christlichen Bischofs. Seit 1914 besteht ein Titularbistum der römisch-katholischen Kirche unter dem lateinischen Namen Docimium.